# Holmipterus
Holmipterus é um gênero problemático de euriptérido, um grupo extinto de artrópodes aquáticos. A espécie-tipo e única de Holmipterus, H. suecicus, é conhecida por depósitos do período Siluriano Médio na Suécia. O nome genérico homenageia Gerhard Holm, um renomado paleontólogo sueco especializado em artrópodes e crustáceos, e o nome da espécie suecicus é latim para "sueco".
Embora Holmipterus fosse um euriptérido grande e conhecido por vários espécimes, ainda que parciais e fragmentários, tem sido difícil determinar sua posição na árvore genealógica dos euriptéridos. Isso se deve ao material fóssil atribuído a Holmipterus combinar características vistas em diferentes grupos de euriptéridos, como Carcinosomatidae [en] e Megalograptidae [en], além de apresentar características distintivas, como um télson (a divisão mais posterior do corpo) com duas "lâminas" articuladas, formando um órgão capaz de agarrar. Embora frequentemente classificado como membro de Carcinosomatidae ou de Megalograptidae, Holmipterus também foi considerado um gênero de afinidade incerta dentro da subordem Eurypterina [en] ou mesmo dentro de toda a ordem Eurypterida. É possível que a descrição original de 1979 de Holmipterus suecicus tenha reconstruído o télson de forma imprecisa e/ou combinado equivocadamente material fóssil pertencente a dois gêneros distintos.

## Descrição

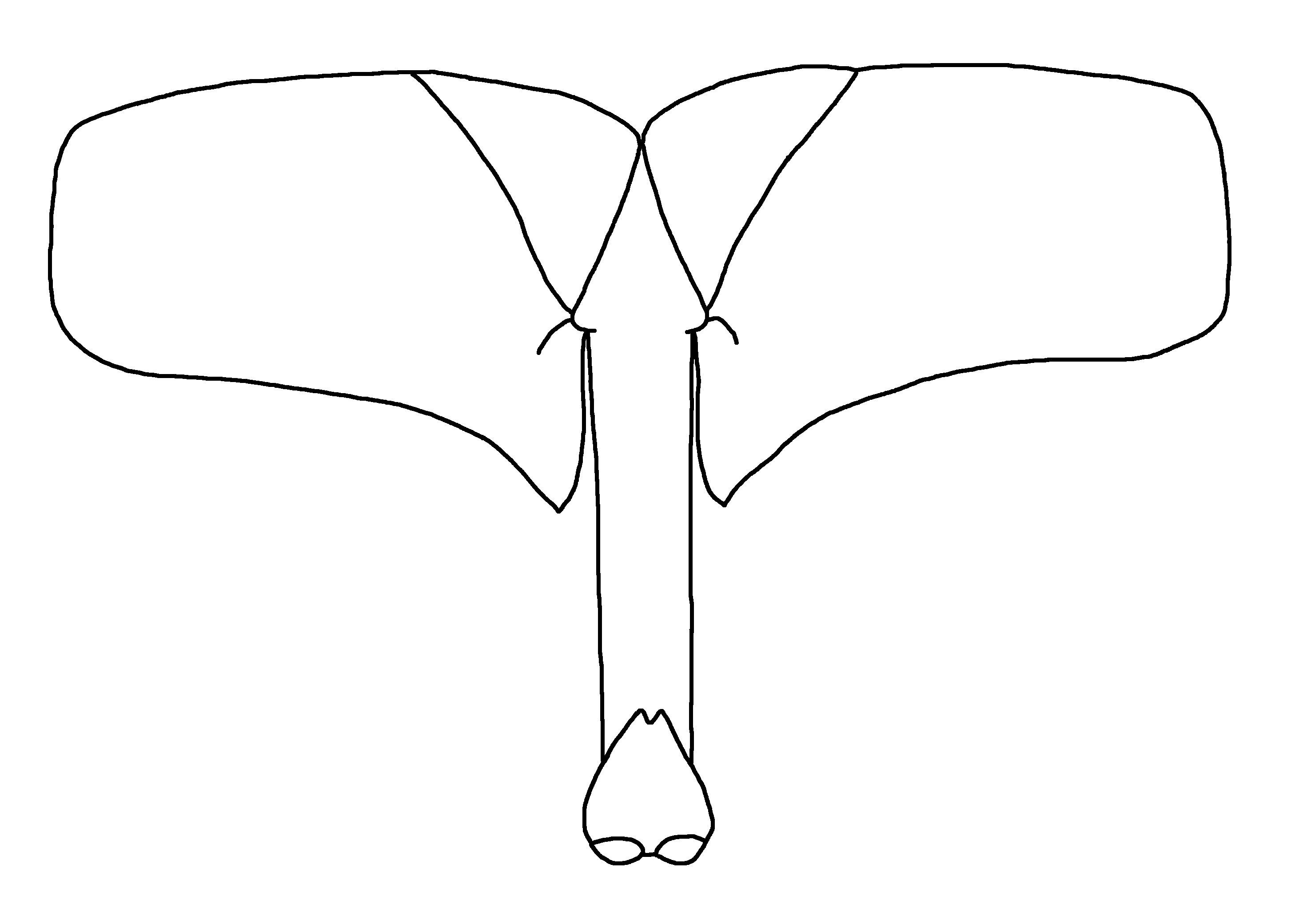
Opérculo com apêndice genital tipo A de H. suecicus.

Embora o tamanho preciso de Holmipterus seja incerto, o tamanho de seus fósseis indica que era um euriptérido relativamente grande. Estimativas baseadas nos espécimes sugerem um comprimento de cerca de um metro. A característica mais distintiva de Holmipterus era seu télson (a divisão mais posterior do corpo), único entre os euriptéridos. Segundo a descrição, o pré-télson (o segmento imediatamente anterior ao télson) suporta não apenas um télson fino, robusto e em forma de espigão, mas também duas "lâminas" articuladas, significando que o conjunto pré-télson/télson poderia funcionar como uma "arma de agarramento formidável". Como outros euriptéridos da superfamília Carcinosomatoidea, é possível que Holmipterus pudesse elevar sua cauda "sobre a cabeça", semelhante a um escorpião. O próprio télson era curvado para baixo e possuía uma plataforma serrilhada e achatada perto da base. O télson mais completo encontrado media 8,65 cm de comprimento e 1,46 cm de largura na parte mais ampla da plataforma serrilhada. Espécimes maiores, menos completos, são conhecidos, incluindo um télson que media 1,82 cm de largura no mesmo ponto.
O télson de Holmipterus era semelhante ao do euriptérido Megalograptus. Embora a descrição tenha sido baseada em vários espécimes, dado que nenhum outro euriptérido preserva "lâminas" articuladas, exceto Megalograptus, e a natureza fragmentária ou parcial da maioria do material fóssil, a precisão da descrição, particularmente na reconstrução do télson e das "lâminas", foi questionada.
As quelíceras (apêndices frontais) tinham quatro articulações, com quelas (garras) longas, estreitas e falcadas (com curvatura semelhante à de uma foice), medindo 12,4 mm de comprimento. A mão era tão larga quanto longa, com uma cavidade para a articulação do côndilo (proeminência arredondada na extremidade de um osso) da quarta articulação. Media 11,5 mm de comprimento e 11,9 mm de largura. As pernas ambulatórias são conhecidas apenas por duas articulações que possuem grandes espinhos curvados, um de cada lado. Essas pernas ambulatórias são características do grupo Carcinosomatidae, no qual as pernas eram achatadas e com o ventre voltado para a parte anterior. Eram diferentes das pernas altamente diferenciadas de Megalograptus. Os espinhos das pernas ambulatórias eram estriados com cristas longitudinais estreitas ao longo da parte traseira da curva. As pernas natatórias são conhecidas por uma pá que retém o sexto e o sétimo segmentos. O lobo triangular da sexta articulação era muito longo, com escamas lineares ao longo da maior parte da borda posterior, que se transformam em escamas serrilhadas na extremidade distal. A sétima articulação era grande e finamente serrilhada na borda anterior, tornando-se mais espessa na extremidade distal. A oitava articulação era um pequeno espinho triangular. Uma epímera (a parte de um segmento próxima à articulação de um apêndice) do primeiro tergito com borda inclinada prova que o mesossoma era muito túmido, como nos outros membros de sua família. É possível que a descrição original de Holmipterus esteja errada e que o material fóssil pertença a dois gêneros diferentes.

## História da pesquisa
Fósseis de Holmipterus foram encontrados no sítio 'Vattenfallet', nos arredores do sul de Visby, na ilha de Gotland, na Suécia, em depósitos da idade inicial do Wenlock (Siluriano Médio). Embora tenham sido inicialmente ilustrados por Gerhard Holm, um renomado paleontólogo sueco especializado em artrópodes e crustáceos, no início do século XX, Holm nunca publicou essas ilustrações. Holmipterus suecicus foi descrito em 1979 por Erik N. Kjellesvig-Waering, com o nome genérico homenageando Holm e o nome da espécie suecicus sendo latim para "sueco". Erik N. Kjellesvig-Waering baseou a criação do novo gênero principalmente no télson altamente distinto, mas também incluiu alguns espécimes parciais e fragmentários consistindo de outras partes do corpo, como apêndices e o corpo principal, sem comentários sobre o motivo. A inclusão de todos os espécimes em um único gênero foi questionada por alguns pesquisadores posteriores.

## Classificação
O pré-télson de Holmipterus tinha uma seção transversal arredondada, sugerindo que o gênero pertencia a uma das três famílias da superfamília Carcinosomatoidea [en]: Megalograptidae [en], Mixopteridae ou Carcinosomatidae [en]. Na descrição original de 1979, Kjellesvig-Waering atribuiu Holmipterus à família Megalograptidae, mas observou que "Não há dúvida em minha mente que Holmipterus é tão diferente de Megalograptus que, quando mais espécimes do primeiro forem conhecidos, será melhor separá-los em famílias diferentes."
Em 1989, Victor P. Tollerton referiu o gênero, embora com incerteza, à Carcinosomatidae com base nos fósseis fragmentários da perna e da pá de natação incompleta. Tollerton observou que acreditava que a descrição original de Kjellesvig-Waering estava errada, especialmente em relação à reconstrução do télson (particularmente as "lâminas") e que era provável que o material fóssil original pertencesse a dois gêneros diferentes. Em um estudo de 2007, O. Erik Tetlie observou que a classificação de Holmipterus como membro da família Megalograptidae era "muito questionável" e listou-o como um gênero de afinidade incerta dentro da subordem Eurypterina [en]. Em 2009, James C. Lamsdell e Simon J. Braddy classificaram Holmipterus como membro da família Megalograptidae, mas em 2015, Lamsdell e colegas recuperaram Holmipterus como um membro basal da família Carcinosomatidae em uma análise filogenética. O cladograma abaixo segue a análise de Lamsdell et al. (2015).

|  | Carcinosoma newlini  |
|  |                      |
|  | Carcinosoma libertyi |
|  |                      |

|  | Eusarcana acrocephalus |
|  |                        |
|  | Eusarcana scorpionis   |
|  |                        |

|  | Carcinosoma newlini  |
|  |                      |
|  | Carcinosoma libertyi |
|  |                      |

|  | Eusarcana acrocephalus |
|  |                        |
|  | Eusarcana scorpionis   |
|  |                        |

|  | Carcinosoma newlini  |
|  |                      |
|  | Carcinosoma libertyi |
|  |                      |

|  | Eusarcana acrocephalus |
|  |                        |
|  | Eusarcana scorpionis   |
|  |                        |

|  | Carcinosoma newlini  |
|  |                      |
|  | Carcinosoma libertyi |
|  |                      |

|  | Eusarcana acrocephalus |
|  |                        |
|  | Eusarcana scorpionis   |
|  |                        |

|  | Carcinosoma newlini  |
|  |                      |
|  | Carcinosoma libertyi |
|  |                      |

|  | Eusarcana acrocephalus |
|  |                        |
|  | Eusarcana scorpionis   |
|  |                        |

|  | Carcinosoma newlini  |
|  |                      |
|  | Carcinosoma libertyi |
|  |                      |

|  | Eusarcana acrocephalus |
|  |                        |
|  | Eusarcana scorpionis   |
|  |                        |

|  | Carcinosoma newlini  |
|  |                      |
|  | Carcinosoma libertyi |
|  |                      |

|  | Eusarcana acrocephalus |
|  |                        |
|  | Eusarcana scorpionis   |
|  |                        |

|  | Carcinosoma newlini  |
|  |                      |
|  | Carcinosoma libertyi |
|  |                      |

|  | Eusarcana acrocephalus |
|  |                        |
|  | Eusarcana scorpionis   |
|  |                        |

|  | Carcinosoma newlini  |
|  |                      |
|  | Carcinosoma libertyi |
|  |                      |

|  | Eusarcana acrocephalus |
|  |                        |
|  | Eusarcana scorpionis   |
|  |                        |

|  | Carcinosoma newlini  |
|  |                      |
|  | Carcinosoma libertyi |
|  |                      |

|  | Eusarcana acrocephalus |
|  |                        |
|  | Eusarcana scorpionis   |
|  |                        |

|  | Carcinosoma newlini  |
|  |                      |
|  | Carcinosoma libertyi |
|  |                      |

|  | Eusarcana acrocephalus |
|  |                        |
|  | Eusarcana scorpionis   |
|  |                        |

|  | Carcinosoma newlini  |
|  |                      |
|  | Carcinosoma libertyi |
|  |                      |

|  | Eusarcana acrocephalus |
|  |                        |
|  | Eusarcana scorpionis   |
|  |                        |

|  | Carcinosoma newlini  |
|  |                      |
|  | Carcinosoma libertyi |
|  |                      |

|  | Eusarcana acrocephalus |
|  |                        |
|  | Eusarcana scorpionis   |
|  |                        |

|  | Carcinosoma newlini  |
|  |                      |
|  | Carcinosoma libertyi |
|  |                      |

|  | Eusarcana acrocephalus |
|  |                        |
|  | Eusarcana scorpionis   |
|  |                        |

|  | Carcinosoma newlini  |
|  |                      |
|  | Carcinosoma libertyi |
|  |                      |

|  | Eusarcana acrocephalus |
|  |                        |
|  | Eusarcana scorpionis   |
|  |                        |

|  | Carcinosoma newlini  |
|  |                      |
|  | Carcinosoma libertyi |
|  |                      |

|  | Eusarcana acrocephalus |
|  |                        |
|  | Eusarcana scorpionis   |
|  |                        |

|  | Carcinosoma newlini  |
|  |                      |
|  | Carcinosoma libertyi |
|  |                      |

|  | Eusarcana acrocephalus |
|  |                        |
|  | Eusarcana scorpionis   |
|  |                        |

|  | Carcinosoma newlini  |
|  |                      |
|  | Carcinosoma libertyi |
|  |                      |

|  | Eusarcana acrocephalus |
|  |                        |
|  | Eusarcana scorpionis   |
|  |                        |

|  | Carcinosoma newlini  |
|  |                      |
|  | Carcinosoma libertyi |
|  |                      |

|  | Eusarcana acrocephalus |
|  |                        |
|  | Eusarcana scorpionis   |
|  |                        |

|  | Carcinosoma newlini  |
|  |                      |
|  | Carcinosoma libertyi |
|  |                      |

|  | Eusarcana acrocephalus |
|  |                        |
|  | Eusarcana scorpionis   |
|  |                        |

|  | Carcinosoma newlini  |
|  |                      |
|  | Carcinosoma libertyi |
|  |                      |

|  | Eusarcana acrocephalus |
|  |                        |
|  | Eusarcana scorpionis   |
|  |                        |

|  | Carcinosoma newlini  |
|  |                      |
|  | Carcinosoma libertyi |
|  |                      |

|  | Eusarcana acrocephalus |
|  |                        |
|  | Eusarcana scorpionis   |
|  |                        |

|  | Carcinosoma newlini  |
|  |                      |
|  | Carcinosoma libertyi |
|  |                      |

|  | Eusarcana acrocephalus |
|  |                        |
|  | Eusarcana scorpionis   |
|  |                        |

|  | Carcinosoma newlini  |
|  |                      |
|  | Carcinosoma libertyi |
|  |                      |

|  | Eusarcana acrocephalus |
|  |                        |
|  | Eusarcana scorpionis   |
|  |                        |

|  | Carcinosoma newlini  |
|  |                      |
|  | Carcinosoma libertyi |
|  |                      |

|  | Eusarcana acrocephalus |
|  |                        |
|  | Eusarcana scorpionis   |
|  |                        |

|  | Carcinosoma newlini  |
|  |                      |
|  | Carcinosoma libertyi |
|  |                      |

|  | Eusarcana acrocephalus |
|  |                        |
|  | Eusarcana scorpionis   |
|  |                        |

|  | Carcinosoma newlini  |
|  |                      |
|  | Carcinosoma libertyi |
|  |                      |

|  | Eusarcana acrocephalus |
|  |                        |
|  | Eusarcana scorpionis   |
|  |                        |

|  | Carcinosoma newlini  |
|  |                      |
|  | Carcinosoma libertyi |
|  |                      |

|  | Eusarcana acrocephalus |
|  |                        |
|  | Eusarcana scorpionis   |
|  |                        |

|  | Carcinosoma newlini  |
|  |                      |
|  | Carcinosoma libertyi |
|  |                      |

|  | Eusarcana acrocephalus |
|  |                        |
|  | Eusarcana scorpionis   |
|  |                        |

|  | Carcinosoma newlini  |
|  |                      |
|  | Carcinosoma libertyi |
|  |                      |

|  | Eusarcana acrocephalus |
|  |                        |
|  | Eusarcana scorpionis   |
|  |                        |

|  | Carcinosoma newlini  |
|  |                      |
|  | Carcinosoma libertyi |
|  |                      |

|  | Eusarcana acrocephalus |
|  |                        |
|  | Eusarcana scorpionis   |
|  |                        |

|  | Carcinosoma newlini  |
|  |                      |
|  | Carcinosoma libertyi |
|  |                      |

|  | Eusarcana acrocephalus |
|  |                        |
|  | Eusarcana scorpionis   |
|  |                        |

O Summary List of Fossil Spiders and Their Relatives, um documento compilado por Jason A. Dunlop, David Penney e Denise Jekel, classificou Holmipterus como Eurypterida incertae sedis em suas edições de 2015 e 2018, indicando uma posição taxonômica incerta dentro de toda a ordem Eurypterida.

## Paleoecologia
Os depósitos onde Holmipterus foi descoberto eram um ambiente de recife que sustentava uma fauna e flora diversificada. A presença de algas fossilizadas nos depósitos indica que o ambiente estava dentro da zona fótica, e a presença de algas da família Dasycladaceae [en] sugere que a profundidade do mar nunca excedeu 100 metros. Os fósseis atribuídos a Holmipterus suecicus foram recuperados junto com fósseis de outras quatro espécies de euriptéridos: Eurypterus serratus, Dolichopterus [en] gotlandicus,  Erettopterus serricaudatus e Erettopterus carinatus. Junto com os outros euriptéridos, um grande número de outros organismos foi recuperado, incluindo as algas mencionadas, esponjas, foraminíferos, quitinozoários, membros de Melanosclerite [en], corais, poliquetas, monoplacóforos, quítons, gastrópodes, bivalves, rostrocônquios, cefalópodes, trilobitas, filocarídeos, ostracodos, membros do filo Ectoprocta, braquiópodes, membros da classe Tentaculita [en], anelídeos do grupo Machaeridia [en], graptólitos, equinodermos e ágnatos. No total, quase quinhentas espécies fósseis diferentes são conhecidas do local.